# تشيلسي كين
تشيلسي كين (بالإنجليزية: Chelsea Kane)‏ مواليد 15 سبتمبر 1988 في أريزونا، الولايات المتحدة، هي ممثلة أمريكية بدأت مسيرتها الفنية عام 2001.

## الأعمال
- ويزردز أوف ويفرلي بليس
- سي اس آي:التحقيق في موقع الجريمة
- دروب ديد ديفا

## وصلات خارجية
- تشيلسي كين على موقع IMDb (الإنجليزية)
- تشيلسي كين على موقع روتن توميتوز (الإنجليزية)
- تشيلسي كين على موقع ألو سيني (الفرنسية)
- تشيلسي كين على موقع أول موفي (الإنجليزية)
- تشيلسي كين على موقع ديسكوغز (الإنجليزية)
- تشيلسي كين على موقع قاعدة بيانات الفيلم (الإنجليزية)
- تشيلسي كين على موقع كينوبويسك (الروسية)

- الموقع الإلكتروني